# Gyógypedagógiai Szemle

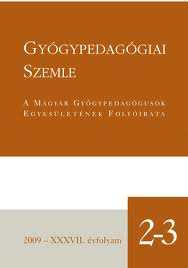

Gyógypedagógiai Szemle (GyoSze), a Magyar Gyógypedagógusok Egyesületének (MAGYE) szakfolyóirata. Székhely: Budapest. 1973 óta jelenik meg, évente négy alkalommal, számonként nyolcvan oldal terjedelemben. 1973 óta főszerkesztője, 2008 óta tiszteletbeli főszerkesztője Gordosné Szabó Anna (1928–2012), az ELTE Bárczi Gusztáv Gyógypedagógiai Kar, nyugalmazott tanára.

## A MAGYE megalakulás és a folyóirat indulása
A MAGYE létrehozásának gondolata a gyógypedagógusi szakmai közvéleményben született. Gondjainak, törekvéseinek megoldásához, a szakma továbbfejlesztéséhez egyik lehetőségként többen felismerték egy a fogyatékosságügy kérdéseivel átfogó módon foglalkozó, régebbi hagyományokban is gazdag, önálló nemzeti szervezet szükségességét.
Vidéken működő gyógypedagógiai intézményekben rendezett szakmai tanácskozásokon a vendég vezető szakemberek és gyógypedagógus igazgatókkal érlelték ki elképzeléseiket, miközben nagyban támaszkodtak a magyar elődegyesületek tevékenységére, tapasztalataira is, amelyek már a 19-20. század fordulójától működtek Magyarországon.
A MAGYE létrehozásának igényét Göllesz Viktor, a budapesti Gyógypedagógiai Tanárképző Főiskola főigazgatója fogalmazta meg elsőként, az ő kezdeményezésére indult meg 1970 decemberében az előkészítő munka.
Göllesz Viktor, Illyés Gyuláné sz. Kozmutza Flóra, Gordosné Szabó Anna, Méhes József és Sziklay Béla – a Népköztársaság 1970. évi 35. sz. törvényerejű rendeletére hivatkozva – kéréssel fordult Ilku Pál művelődésügyi miniszterhez, hogy „Magyar Gyógypedagógusok Egyesülete” elnevezéssel a gyógypedagógus-testület önálló, nemzeti egyesületének létrehozását célzó szervezőmunka megkezdéséhez járuljon hozzá.
A művelődésügyi miniszter a Magyar Gyógypedagógusok Egyesületének megalakulását 1971 decemberében engedélyezte. A MAGYE 1972. február 12-én tartotta alakuló közgyűlését Budapesten, a Gyógypedagógiai Tanárképző Főiskolán.
Pár szóban Gordosné Dr. Szabó Annáról. 1949-ben diplomázott a Gyógypedagógiai Főiskolán, megszervezte a Tanulmányi Osztályt. 1952-ben átkerült a Pedagógusképző Osztályra, mint a Gyógypedagógus Tanárképző Főiskola ügyintéző főelőadója. 1954-ben kinevezték a főiskola igazgató-helyettesének. Később tanszékvezetőként tevékenykedett, majd 1979-ben főigazgatóvá nevezték ki egészen 1991-ig. 1973-tól a Gyógypedagógiai Szemle aktív főszerkesztője, a kor színvonalán álló cikkek láttak napvilágot a szakorgánumban.
A Magyar Gyógypedagógusok Egyesülete és folyóirata a Gyógypedagógiai Szemle 1997-ben tartotta XXV. jubileumi országos szakmai konferenciáját, amelynek anyagából különszámot adtak közre. A jubileumi plenáris ülésen a főszerkesztő Szakmai társulások a magyar gyógypedagógia történetében - a MAGYE öröksége címen tartott előadást.  A főszerkesztő maga is számos tapasztalatát és gyógypedagógiai történettel kapcsolatos ismereteit adta közre a Szemlében.
Rosta Katalin 1978 óta a Bárczi Gusztáv Gyógypedagógiai Tanárképző Főiskola oligofrénpedagógiai-logopédiai szakos gyógypedagógiai tanára. 2008 óta a Gyógypedagógiai Szemle főszerkesztője.

## Története
A Fővárosi Nyomdaipari Vállalat nyomtatásával készült el az első szám 1973-ban. Szerkesztője Göllesz Viktor, főszerkesztője Gordosné Szabó Anna volt. A szerkesztőség ebben az időben a Bethlen Gábor téren volt található. Már kezdetektől negyedévente jelent meg, az első számok ára laponként 15Ft, egy évre előfizetve 60Ft volt. 1985-ben a nyomtatást már a Széchenyi nyomda végezte el.
1995 és 1999 között húsz rendes és három különszám jelent meg, tehát összesen 23. Ezek együttesen 196 cikket tartalmaztak, így laponként kb. kilencet. Ezek témái százalékra lebontva:
Gyógypedagógiai általában                                                16,33%
Logopédia                                                                16,33%
Látás                                                                    10,20%
Tanulásban akadályozottak                                                 7,65%
Értelmileg akadályozottak                                                 7,14%
Magatartászavar                                                           0,51%
(A lebontás nem teljes)
Ebben az időszakban a legtöbb tanulmányt Gordosné Szabó Anna írta, a legjobban hivatkozók között számoljuk szintén Gordosnét, Mesterházi Zsuzsát és Hatos Gyulát. A legtöbb művel idézett magyar szerző pedig Buday József. A legtöbbet emlegetett rendelet nem meglepő módon a NAT, azaz a Nemzeti Alaptanterv. 1998-ban a lap ára 120Ft, egy évi előfizetése pedig 480Ft volt. 1999-től rendelkeznek a Gyógypedagógiai Szemle szerkesztői e-mail címmel, ami az elmúlt idő alatt többször változott.
2000-től a lap szerkesztősége átköltözött az Ecseri útra, az ELTE Bárczi Gusztáv Gyógypedagógiai Karának épületébe. Ekkor az ár 150 Ft-ra változott, és az éves előfizetés 600Ft-ra ugrott, a lap nyomtatásáért pedig a Repro Stúdió Nyomdaipari Egyéni Ág felel.
2001-ben megjelent egy különszám Palotás Gábornak, a Gyógypedagógiai Főiskola első igazgatójának, emlékére. 2008 óta a lap digitálisan is megjelenik, ennek szerkesztője Pál Dániel Levente. Ugyanettől az évtől veszi át Rosta Katalin a lap főszerkesztőségét Gordosné Szabó Annától. 2009-ben a lap ára 400 Ft, ekkor már nem jelenik meg az éves előfizetés díja. A nyomtatást már a Foreno Nonprofit Kft végzi. A kezdeti szerkesztőségi munkatársak létszáma is nagyon sokat bővült az évek során.
A Szemle az alapító-főszerkesztő Gordosné Szabó Anna visszavonulásával fokozatosan áll át a digitális megjelenési formára.

## GyoSze a világhálón
A Magyar Gyógypedagógusok Egyesülete által alapított és immár 35 éve fenntartott Gyógypedagógiai Szemle című folyóirat 2008. márciusától a http://www.gyogypedszemle.hu%5B%5D címen elérhető.
A technikai fejlődés a lap életében is nagy változást ígér: a nyomtatott formáról áttér a digitalizált változatra, ami azt jelenti, hogy a lap új számai, de az elmúlt évek példányai is, elektronikus úton minden egyesületi tag számítógépén megjelenik.
A Szemle digitális változata tartalmában és formájában is követi a nyomtatott változatot.
A honlapon jelenleg a következő rovatok érhetők el: eredeti közlemények, köszöntés, a gyakorlat műhelyéből, könyvismertetés, újdonságok, figyelő, In Memoriam, tanfolyam, elnökségi, MFELT hírek, információk
A regisztráció és a kiegészítő lehetőségek a PRAE.HU általános művészeti portál (www.prae.hu) keretein belül valósulnak meg, ahonnan szintén elérhető lesz a fokozatosan bővülő archívum és egyéb szolgáltatások.
A közlésre szánt cikkeket, illetve közleményeket doc vagy rtf formátumban juttassák el a szerkesztőséghez, az esetleges képeket, illusztrációkat vagy táblázatokat külön (ne a dokumentumba integrálva) küldjék, megjelölve azok pontos helyét a dokumentumon belül. Közel egy év előkészítő munka (és számos technikai, elsősorban anyagi akadály leküzdése után), a Fogyatékosok Esélye Közalapítvány pályázati támogatásával az év második felében, sikerült megvalósítani a tervet: egy meglehetősen széles körű információs bázist nyújtó honlap indítását az interneten, amely a gyógypedagógia, szociális munka, fogyatékosságügy kulcsszavak köré csoportosítva híreket és tájékoztatókat ad közre. Olykor tudományos népszerűsítő formában kínál ismereteket, szakmai és színes olvasnivalókat az internetező kollégáknak és a tájékozódni vágyó látogatóknak. A honlap magyar, angol és német nyelven bemutatja - többek között - a Magyar Gyógypedagógusok Egyesületét, közli az egyesületi élet fontosabb híreit, eseményeit, bemutatja a Gyógypedagógiai Szemlét, ismertetve az év során megjelent számok és különszámok tartalmát, s egy-egy kiválasztott publikációt, híranyagokat teljes terjedelmében is közzétesz. 2001 januárjától a Gyógypedagógiai Szemlében megjelent írások bibliográfiája is évről évre helyet kap a honlapon.
Mindezeken túl vitafórum kínálja fel az érdeklődőknek a véleménynyilvánítás, levelezés, észrevétel, hozzászólás, megjegyzés lehetőségét, legyen az akár szakember, érintett fogyatékos, vagy érdeklődő látogató. 
További nagy előnye a honlapnak és a folyóirat digitális változatának, hogy valamennyi közölt anyaghoz kapcsolódva informál a közvetlen elérhetőségekről: telefon- és faxszámokról, postai, internet- és e-mail címekről, vezetői és kuratóriumi adatokról, s a segítségnyújtás szándékával számlaszámokat  is közöl ott, ahol erre felhatalmazást kapott.

## Aktuális állapot
A GyoSze Online már minden jelentősebb hazai szakmai szervezettel, oktatási intézménnyel és egyesüléssel rendszeres kapcsolatot tart, híreiket, anyagaikat rendszeresen közli, illetve szemlézi.

### Petíciók
A GyoSze Online teret biztosít sajtóanyagoknak, tiltakozásoknak, ezeket felületén megjeleníti, illetve aktív kommunikációs csatornáin ezekről a lehető legszélesebb olvasóközönséget tájékoztatja. Országos szintű problémák esetén komplex médiakampányt indít, mely minden esetben egy, a megfelelő gyógypedagógiai szakértővel közösen kidolgozott kommunikációs stratégia szerint valósul meg. (A PRAE.HU Informatikai és Kommunikációs Kft. munkatársai ezekben az esetekben a stratégia-kidolgozás és -megvalósítás mellett folyamatosan konzultálnak a gyógypedagógiai szakmai szervezet(ek) megbízott képviselőjével, egészen a kampány sikeréig.)

### Blog-motor
A prae.hu portál elektronikus infrastruktúrájának fejlesztését követi a rendszerszinten társlapként kezelt GyoSze Online – ezeket a beépített fejlesztéseket automatikusan átvezetik a GyoSze Online-ra is. Eddig két intézményhez kapcsolódó, gyakran frissített gyógypedagógiai blog indult a rendszerben. (A fejlesztés 2008 novembere óta érhető el.)

### Fórum-motor
A portál-rendszer elektronikus infrastruktúrájának részeként a GyoSze Online külön fórumokkal rendelkezik, melyek rendszeres felhasználói frissítése színesebbé és sokrétűbbé teszi az olvasók tájékoztatását.

### Tanulmányok rovat
2010-ben elindították a „Tanulmányok” című rovatot, melyben idegen nyelvű tanulmányokat publikálnak. A rovat elsődleges célja a Gyógypedagógiai Szemle nemzetközi, globális rangjának és ismertségének elmélyítése, másodlagos célja a nyomtatott folyóiratból – terjedelmi okok miatt – kiszoruló minőségi tanulmányok (főleg PhD-hallgatók írásai) publikálása. Eddig érkezett tanulmány az Amerikai Egyesült Államokból (Indiana Wesleyan University), Japánból (Sagami Női Egyetem BTK) és Iránból (megjelenés előtt) is.

### MTI hírfelhasználó
2011 májusa óta – az ingyenessé vált MTI hírszolgáltatásnak köszönhetően – a Gyógypedagógiai Szemle Online MTI Hírfelhasználó lett. A hivatalosan megjelenő híreket és sajtóközleményeket így első kézből, az MTI hírcsatornáját napi rendszerességgel szemlézve tudják publikálni – ezzel is szélesítve a megjelenő cikkek tematikus szórását.

## Facebook-csoport
Komolyan fejlődik a kommunikáció is. Megjelent ugyanis a Facebook-csoport. A Gyógypedagógiai Szemle 2010 áprilisa óta fenn van a Facebook közösségi oldalon, melyen folyamatosan megjelennek a publikált aktualitások, hírek, stb., illetve a más médiumokban megjelent, a gyógypedagógia bármely területét érintő információk, hírek stb. A hírlevéllel egy időben, azonos tartalommal a Facebook-csoport tagjainak is tudnak küldeni speciális hírlevelet. A csoportnak jelenleg 588 tagja van.

### Hírlevél
Havonta két alkalommal küldenek hírlevelet, melybe az előző hírlevél kiküldése után megjelent fontosabb anyagok szerkesztik. Digitális lapszám megjelenése esetén külön, a megjelenést középpontba állító hírlevelet küldenek. Külön kérés, illetve petíció esetén külön hírlevelet küldenek. A GyoSze Online hírlevelére eddig több mint ezer fő iratkozott fel.

### Médiakapcsolatok (első szint)
Körülbelül két tucat szakmai és nem szakmai lappal tartják a kapcsolatot, mely vagy kölcsönös és folyamatos szemlézésben és átlinkelésben vagy a RSS-hírcsatorna, illetve ’hírdoboz’ befűzésében és megjelenésében valósul meg.

### Médiakapcsolatok (második szint)
Speciális kapcsolatot tartanak az összes hazai sajtótermékkel (országos és regionális napilapok, hetilapok, hírportálok, szélesen értelmezett szakmai oldalak) és médiummal (TV-k, rádiók), melyeket a megjelenített komplex médiakampányok során értesítenek.

### Twitter (egyelőre tervezett)
A „csipogó csatorna” elindítását a 2011/2-es lapszám elektronikus publikálása után indítják el.

## Összegzés
Összességében kijelenthető, hogy az elmúlt években a tartalmilag és technikailag folyamatosan fejlesztett Gyógypedagógiai Szemle Online egy izgalmas és sokrétű arculattal rendelkező, sikeres és eredményes szakfolyóirat, mely egy művészeti portállal való fúziójának köszönhetően meg tudja szólítani a nyitott, de nem szakmai olvasóközönséget is a maga területén.